# Apologia ao nazismo
Apologia ao nazismo é o ato de promover ou praticar sob qualquer argumento ou meio as ideias, doutrinas ou instituições adotadas pelo Partido Nacional-Socialista dos Trabalhadores Alemães do Terceiro Reich, mais conhecido como Partido Nazista.

## No Brasil
A Lei 7.716/89 prevê no seu artigo 20: "Praticar, induzir ou incitar a discriminação ou preconceito de raça, cor, etnia, religião ou procedência nacional. Pena - Reclusão de um a três anos e multa.
No parágrafo 1º do artigo 20, há previsto o referido "Crime de Divulgação do Nazismo":
"§1º - Fabricar, comercializar, distribuir ou veicular, símbolos, emblemas, ornamentos, distintivos ou propaganda que utilizem a cruz suástica ou gamada, para fins de divulgação do nazismo. Pena - reclusão de dois a cinco anos e multa".
O racismo é crime sem direito a fiança. Este enquadramento é dado pelo artigo n. 20, parágrafos 1 e 2, da Lei n. 7716 de 5 de janeiro de 1989 (redação destes parágrafos atualizada pela lei n. 9459 de 15 de maio de 1997). Contudo, o acesso a informação sobre o nazismo não pode ser proibido.
A suástica somente é proibida quando for utilizada num contexto de apologia a doutrina nazista. Não procedem as alegações muito comuns de que é permitido a divulgação do nazismo sem a suástica: o crime existe.

### Pena
A pena para o crime de divulgação do nazismo é de 2 a 5 anos e multa. 
O artigo 140, § 3º, do Código Penal, estabelece uma pena de 1 a 3 anos de prisão (“reclusão”), além de multa, para as injúrias motivadas por “elementos referentes a raça, cor, etnia, religião, origem, ou a condição de pessoa idosa ou portadora de deficiência”.
A lei 7716/89 abrange os “crimes resultantes de discriminação ou preconceito de raça, cor, etnia, religião ou procedência nacional”, também com pena de reclusão de 1 a 3 anos, e multa.
Apesar dos movimentos neonazistas no Brasil terem menor relevância, se comparados à neonazismo nos Estados Unidos e Europa, o crescimento de casos de manifestações extremistas e ódio racial, envolvendo neonazistas, tem preocupado as autoridades brasileiras.

### Casos na justiça
Existem poucos e recentes casos de condenação pela Justiça brasileira.
Recentemente, o juiz Augusto Cesar Aguiar, da 1 Vara Criminal de Itajaí (SC), inocentou dois réus que haviam sido processados por terem colado em vias públicas diversos cartazes comemorando um aniversário de Adolf Hitler. Além dos cartazes, verificou-se que os réus divulgavam mensagens e símbolos nazistas pela internet e possuíam tatuagens nazistas. O juiz considerou que os réus, ao distribuírem os cartazes (onde Hitler figurava em grande destaque) e ao realizarem suas atividades online "não o fizeram com o dolo específico de divulgar/incitar o nazismo”. 

## Em outros países
Na Venezuela se aprovou em 2017 uma reforma constitucional contra os crimes de ódio para frear a violência de setores extremistas da oposição chegando a proibir partidos que promovam o fascismo.
Nos Estados Unidos, embora a princípio fazer apologia ao nazismo e ao racismo não seja proibido de acordo com o direito à liberdade de expressão, garantido pela Primeira Emenda à Constituição, o assunto é controverso, pois há jurisprudência contra esse tipo de discurso. Os Estados Unidos são signatários da Convenção Americana sobre Direitos Humanos, que proíbe disseminação de ódio nacional, racial ou religioso.

### Legislação Brasileira
- Lei n. 7716 de 05/01/1989
- Lei n. 8072 de 1990, artigo 1º, I
- Lei n. 2889 de 1956, artigo 1º
- Boletim Jurídico